# My Son, My Son, What Have Ye Done?
My Son, My Son, What Have Ye Done? is een Amerikaans-Duitse misdaadfilm uit 2009 onder regie van Werner Herzog.

## Verhaal
De acteur Brad Macallam speelt mee in het stuk Oepidus. Hij gaat zich zo sterk inleven in zijn personage dat hij zijn eigen moeder wil vermoorden. Hij sluit zichzelf op met twee gijzelaars. Rechercheur Havenhurst onderhandelt met Brad.

## Rolverdeling
| Acteur           | Personage              |
| ---------------- | ---------------------- |
| Michael Shannon  | Brad Macallam          |
| Willem Dafoe     | Rechercheur Havenhurst |
| Chloë Sevigny    | Ingrid Gudmundson      |
| Udo Kier         | Lee Meyers             |
| Michael Peña     | Rechercheur Vargas     |
| Grace Zabriskie  | Mevrouw Macallam       |
| Brad Dourif      | Oom Ted                |
| Irma P. Hall     | Mevrouw Roberts        |
| Loretta Devine   | Juffrouw Roberts       |
| Candice Coke     | Politieagent Slocum    |
| Gabriel Pimentel | Kleine man             |
| Braden Lynch     | Gary                   |
| James C. Burns   | Brown                  |
| Noel Arthur      | Marinier               |
| Julius Morck     | Phil                   |